# ثيودور كوغزويل
ثيودور كوغزويل (بالإنجليزية: Theodore Cogswell)‏ (10 مارس 1918، كوتسفيل في الولايات المتحدة - 3 فبراير 1987، سكرانتون في الولايات المتحدة)؛ روائي أمريكي.

## روابط خارجية
- ثيودور كوغزويل على موقع IMDb (الإنجليزية)